# كولتون دن
كولتون دن (بالإنجليزية: Colton Dunn)‏ مواليد 30 يونيو 1977 في نورمال، الولايات المتحدة، هو ممثل ومنتج وكوميدي أمريكي بدأ مسيرته الفنية سنة 2001.

## الأعمال
| السنة | العمل               | الدور |
| ----- | ------------------- | ----- |
| 2005  | ماد تي في           |       |
| 2010  | الدوري              |       |
| 2010  | الحدائق والمنتزهات  | بريت  |
| 2012  | كي وبيل             |       |
| 2013  | النهايات السعيدة    |       |
| 2014  | برنامج كرول         | توني  |
| 2014  | التاريخ الثمل       |       |
| 2014  | مستر.بيكلز          |       |
| 2015  | تريفور مور          | دوغ   |
| 2015  | ستيفن البطل         |       |
| 2016  | برنامج ايريك اندريه |       |

## روابط خارجية
- كولتون دن على موقع IMDb (الإنجليزية)
- كولتون دن على موقع ميتاكريتيك (الإنجليزية)
- كولتون دن على موقع روتن توميتوز (الإنجليزية)
- كولتون دن على موقع ميوزك برينز (الإنجليزية)
- كولتون دن على موقع قاعدة بيانات الفيلم (الإنجليزية)